# لويس الكفيف
لويس الكفيف (تقريبًا 880 - 28 يونيو 928) كان ملك بروفنس من 11 يناير 887 وملك إيطاليا من 12 أكتوبر 900 ولفترة وجيزة الإمبراطور الروماني باسم لويس الثالث ما بين 901 و 905. كان نجل بوسو ملك بروفانس الغاصب وإرمنغارد وهي ابنة لويس الثاني الإمبراطور. أصيب بالعمى بعد غزوه الفاشل لإيطاليا في 905.